# Liste der Kulturdenkmale in Seehausen (Altmark)
In der Liste der Kulturdenkmale in Seehausen (Altmark) sind alle Kulturdenkmale der Stadt Seehausen (Altmark) (Landkreis Stendal) und ihrer Ortsteile aufgelistet. Grundlage ist das Denkmalverzeichnis des Landes Sachsen-Anhalt, das auf Basis des Denkmalschutzgesetzes des Landes Sachsen-Anhalt vom 21. Oktober 1991 durch das Landesamt für Denkmalpflege und Archäologie Sachsen-Anhalt erstellt und seither laufend ergänzt wurde (Stand: 31. Dezember 2023).

## Kulturdenkmale nach Ortsteilen

### Hansestadt Seehausen (Altmark)
| Lage | Bezeichnung             | Beschreibung | Erfassungs- nummer | Ausweisungsart | Bild                    |
| --- | ----------------------- | --- | ------------------ | -------------- | ----------------------- |
| vor dem Beustertor (Karte) | Brücke                  | | 094 97848          | Baudenkmal     | Brücke                  |
| Am Kaland 1, 2, 6, 8, Große Brüderstraße 1, 2, 3, Kirchplatz 1, 2, 3, Petristraße 7, 8, 9, 10, 11, 15, 16, Schwibbogen 6, 7, 8, 9, 10, 11, 12, Steinstraße 1, 2, 3, 4, 5, 6, 7, 8, 9, 10, 11, 12, 13, 14, 15, 16, 17, (18), 19, 20, 21, 22, 23, 24, 25, 26, 27, 28, 29, 30, 31, 32, 33, (34), 35 (Karte) | Altstadt                | | 094 97622          | Denkmalbereich | Altstadt                |
| Am Kaland, Kirchplatz, Petristraße (Karte) | Einfriedung             | | 094 97850          | Baudenkmal     | Einfriedung             |
| Am Markt 6 (Karte) | Wohnhaus                | | 094 50265          | Baudenkmal     | Wohnhaus                |
| Am Markt 11 (Karte) | Verwaltungsgebäude      | | 094 97849          | Baudenkmal     | Verwaltungsgebäude      |
| Arendseer Straße 8 (Karte) | Wohnhaus                | | 094 97376          | Baudenkmal     | Wohnhaus                |
| Bahnstraße 2 (Karte) | Wohnhaus                | | 094 97375          | Baudenkmal     | Wohnhaus                |
| Bahnstraße 18a (Karte) | Wohnhaus                | | 094 97395          | Baudenkmal     | Wohnhaus                |
| Bahnstraße 21a (Karte) | Bahnhof                 | | 094 97843          | Baudenkmal     | Bahnhof                 |
| Bahnstraße 22 (Karte) | Wohnhaus                | | 094 97396          | Baudenkmal     | Wohnhaus                |
| Bahnstraße 30 nördlich des Bahnhofsvorplatzes (Karte) | Betriebshof             | | 094 97839          | Baudenkmal     | Betriebshof             |
| Beusterstraße 12 (Karte) | Wohnhaus                | | 094 97402          | Baudenkmal     | Wohnhaus                |
| Beusterstraße 19, 20, 21, 22, 23, 24, 25, 26, 30, 31, 32, 33, (Karte) | Straßenzug              | | 094 97623          | Denkmalbereich | Straßenzug              |
| Beusterstraße 24 (Karte) | Kapelle                 | Hl.-Geist-Kapelle, Salzkirche, Backsteinbau des 15. Jahrhunderts, nach Aufhebung des zugehörigen Hospitals profaniert und als Salzlager und Umspannwerk genutzt                    | 094 97840          | Baudenkmal     | Weitere Bilder          |
| Beusterstraße 26 (Karte) | Stadttor                | Stadttor der Backsteingotik (15. Jahrhundert) mit spitzbogiger, tonnengewölbter Durchfahrt und Blendengliederung an allen Seiten, Abschluss durch Zeltdach mit barockem Dachreiter | 094 97452          | Baudenkmal     | Weitere Bilder          |
| Damaschkestraße 1 (Karte) | katholische Pfarrkirche | | 094 97846          | Baudenkmal     | Weitere Bilder          |
| Fabrikstraße (Karte) | Stadtmauer              | | 094 97449          | Baudenkmal     | Stadtmauer              |
| Goethestraße 1 (Karte) | Wohnhaus                | | 094 97401          | Baudenkmal     | Wohnhaus                |
| Goethestraße 5 (Karte) | Villa                   | | 094 97389          | Baudenkmal     | Villa                   |
| Goethestraße 8 (Karte) | Villa                   | | 094 97398          | Baudenkmal     | Villa                   |
| Goethestraße 9 (Karte) | Wohnhaus                | | 094 97400          | Baudenkmal     | Wohnhaus                |
| Große Brüderstraße 1 (Karte) | Rathaus                 | | 094 97388          | Baudenkmal     | Rathaus                 |
| Große Brüderstraße 19 (Karte) | Waisenhaus              | | 094 97845          | Baudenkmal     | Waisenhaus              |
| Große Brüderstraße 21 (Karte) | Wohn- und Geschäftshaus | | 094 97333          | Baudenkmal     | Wohn- und Geschäftshaus |
| Hoher Wall, Köppenberg, Schulstraße (Karte) | Promenade               | | 094 97844          | Baudenkmal     | Promenade               |
| Kirchplatz, zentral im historischen Stadtkern (Karte) | Kirche St. Petri        | dreischiffige Hallenkirche der Backsteingotik mit romanischen Bestandteilen, Ausstattung                                                                                           | 094 97838          | Baudenkmal     | Weitere Bilder          |
| Kirchplatz 3 (Karte) | Propstei                | | 094 97380          | Baudenkmal     | Propstei                |
| Kirchplatz 2 (Karte) | Schule                  | Lateinschule | 094 97381          | Baudenkmal     | Schule                  |
| Kleine Brüderstraße 9 (Karte) | Wohnheim                | | 094 97404          | Baudenkmal     | Wohnheim                |
| Kleine Brüderstraße 10, 11, 12, 13, 14, 15, 16, 17, 18, 19, Klosterschulplatz 1, 2, 3, 4, 5, 6, 7, 8, 9 (Karte) | Stadtteil               | | 094 97624          | Denkmalbereich | BW                      |
| Kleine Brüderstraße 13 (Karte) | Wohnhaus                | | 094 97330          | Baudenkmal     | Wohnhaus                |
| Kleine Brüderstraße 14 (Karte) | Wohnhaus                | | 094 97329          | Baudenkmal     | Wohnhaus                |
| Klosterschulplatz (Karte) | Postamt                 | | 094 97406          | Baudenkmal     | Postamt                 |
| Klosterschulplatz 6, 7, 8 (Karte) | Stift                   | | 094 97403          | Baudenkmal     | Stift                   |
| Köppenberg, Schulstraße (Karte) | Promenade               | | 094 97447          | Baudenkmal     | BW                      |
| Lazarettstraße 4 (Karte) | Wohnhaus                | | 094 97378          | Baudenkmal     | Wohnhaus                |
| Lazarettstraße 6 (Karte) | Lazarett                | | 094 97335          | Baudenkmal     | Lazarett                |
| Lazarettstraße 11 (Karte) | Feuerwache              | | 094 97451          | Baudenkmal     | Feuerwache              |
| Lindenstraße | Friedhof                | Friedhof Im Jahr 2023 in das Denkmalverzeichnis eingetragen. | 094 18967          | Baudenkmal     |                         |
| Lindenstraße außerhalb der Ortslage, am Sportplatz Lindenstraße (Karte) | Warte                   | Der Fangelthurm liegt südlich außerhalb der mittelalterlichen Stadt. Der Landwehr-Wartturm wurde im 15. Jahrhundert als spätgotischer Backsteinbau errichtet.                      | 094 97332          | Baudenkmal     | Warte                   |
| Lindenstraße außerhalb der Ortslage (Karte) | Jüdischer Friedhof      | Begräbnisplatz der Jüdischen Gemeinde Seehausen (Altmark) | 094 18967          | Baudenkmal     | Jüdischer Friedhof      |
| Lindenstraße 3 (Karte) | Wohn- und Bürogebäude   | | 094 97841          | Baudenkmal     | Wohn- und Bürogebäude   |
| Lindenstraße 6 (Karte) | Villa                   | | 094 97390          | Baudenkmal     | Villa                   |
| Lindenstraße 38 (Karte) | Wohnhaus                | | 094 97392          | Baudenkmal     | Wohnhaus                |
| Lindenstraße 47 (Karte) | Wohnhaus                | | 094 97393          | Baudenkmal     | Wohnhaus                |
| Lindenstraße 54 (Karte) | Villa                   | | 094 97399          | Baudenkmal     | Villa                   |
| Mühlenstraße 1 (Karte) | Gaststätte              | Ratskeller | 094 97374          | Baudenkmal     | Gaststätte              |
| Mühlenstraße 12 (Karte) | Wohnhaus                | | 094 97448          | Baudenkmal     | Wohnhaus                |
| Mühlenstraße 16 (Karte) | Wohnhaus                | | 094 97459          | Baudenkmal     | Wohnhaus                |
| Mühlenstraße 21 (Karte) | Wohnhaus                | | 094 97458          | Baudenkmal     | Wohnhaus                |
| Mühlenstraße 34 (Karte) | Wohnhaus                | | 094 97453          | Baudenkmal     | Wohnhaus                |
| Mühlenstraße 41 (Karte) | Wohnhaus                | | 094 97460          | Baudenkmal     | Wohnhaus                |
| Mühlenstraße 48 (Karte) | Wohnhaus                | | 094 97377          | Baudenkmal     | Wohnhaus                |
| Petristraße (Karte) | Stadtmauer              | | 094 97847          | Baudenkmal     | Stadtmauer              |
| Petristraße 11 (Karte) | Wohnhaus                | | 094 97379          | Baudenkmal     | Wohnhaus                |
| Rosenstraße 21, 22 (Karte) | Wohnhaus                | | 094 97331          | Baudenkmal     | Wohnhaus                |
| Schwibbogen 9 (Karte) | Wohnhaus                | | 094 97383          | Baudenkmal     | Weitere Bilder          |
| Steinstraße Verlängerung der Steinstraße (Karte) | Brücke                  | Steintorbrücke | 094 97851          | Baudenkmal     | Brücke                  |
| Steinstraße 3 (Karte) | Wohnhaus                | | 094 97384          | Baudenkmal     | Wohnhaus                |
| Steinstraße 4 (Karte) | Wohnhaus                | | 094 97407          | Baudenkmal     | Wohnhaus                |
| Steinstraße 7 (Karte) | Wohnhaus                | | 094 97386          | Baudenkmal     | Wohnhaus                |
| Steinstraße 9 (Karte) | Wohnhaus                | | 094 97457          | Baudenkmal     | Wohnhaus                |
| Steinstraße 12 (Karte) | Wohnhaus                | | 094 97456          | Baudenkmal     | Wohnhaus                |
| Steinstraße 20 (Karte) | Wohnhaus                | | 094 97405          | Baudenkmal     | Wohnhaus                |
| Steinstraße 24 (Karte) | Wohnhaus                | | 094 97409          | Baudenkmal     | Wohnhaus                |
| Tempelstraße 8 (Karte) | Synagoge                | Synagoge 2022 als Baudenkmal ausgewiesen. | 094 18930          | Baudenkmal     | Synagoge                |
| Steinstraße 26 (Karte) | Wohn- und Geschäftshaus | | 094 97385          | Baudenkmal     | Wohn- und Geschäftshaus |
| Vor dem Beustertor (Karte) | Straßenzug              | | 094 97625          | Denkmalbereich | Straßenzug              |
| Vor dem Mühlentor (Karte) | Straßenzeile            | | 094 97450          | Denkmalbereich | BW                      |
| Vor dem Mühlentor 21 (Karte) | Wohnhaus                | | 094 97382          | Baudenkmal     | Wohnhaus                |
| Winckelmannplatz 5a (Karte) | Schule                  | Winckelmannschule | 094 97852          | Baudenkmal     | Schule                  |

### Behrend
| Lage                  | Bezeichnung | Beschreibung | Erfassungs- nummer | Ausweisungsart | Bild   |
| --------------------- | ----------- | ------------ | ------------------ | -------------- | ------ |
| Dorfstraße (Karte)    | Kirche      |              | 094 36465          | Baudenkmal     | Kirche |
| Dorfstraße 17 (Karte) | Schule      |              | 094 36633          | Baudenkmal     | Schule |

### Beuster
| Lage                        | Bezeichnung                   | Beschreibung                                                                         | Erfassungs- nummer | Ausweisungsart | Bild                          |
| --------------------------- | ----------------------------- | ------------------------------------------------------------------------------------ | ------------------ | -------------- | ----------------------------- |
| Uhlenkrug (Karte)           | Gaststätte                    | Uhlenkrug, eine ehemalige Treidelstation                                             | 094 36521          | Baudenkmal     | Gaststätte                    |
| Achterstraße 4 (Karte)      | Bauernhof                     |                                                                                      | 094 36509          | Baudenkmal     | Bauernhof                     |
| Breite Straße 2 (Karte)     | Bauernhaus                    | Wohn-Stall-Haus mit Inschrift                                                        | 094 36487          | Baudenkmal     | Bauernhaus                    |
| Breite Straße 3 (Karte)     | Bauernhaus                    |                                                                                      | 094 36488          | Baudenkmal     | Bauernhaus                    |
| Breite Straße 4 (Karte)     | Bauernhaus                    | Wohn-Stall-Haus mit Inschrift                                                        | 094 36489          | Baudenkmal     | Bauernhaus                    |
| Breite Straße 7, 7a (Karte) | Bauernhof Breite Straße 7, 7a | Bauernhof, spätbarocker Fachwerkbau mit Krüppelwalmdach von 1833                     | 094 36490          | Baudenkmal     | Bauernhof Breite Straße 7, 7a |
| Breite Straße 9 (Karte)     | Wirtschaftsgebäude            |                                                                                      | 094 36491          | Baudenkmal     | Wirtschaftsgebäude            |
| Breite Straße 13 (Karte)    | Bauernhaus                    |                                                                                      | 094 36492          | Baudenkmal     | Bauernhaus                    |
| Breite Straße 14 (Karte)    | Bauernhof                     |                                                                                      | 094 36493          | Baudenkmal     | Bauernhof                     |
| Breite Straße 15 (Karte)    | Bauernhaus                    |                                                                                      | 094 36494          | Baudenkmal     | Bauernhaus                    |
| Breite Straße 23 (Karte)    | Bauernhof                     |                                                                                      | 094 36495          | Baudenkmal     | Bauernhof                     |
| Deichstraße 6, 6a (Karte)   | Wohnhaus                      |                                                                                      | 094 36504          | Baudenkmal     | Wohnhaus                      |
| Deichstraße 12 (Karte)      | Bauernhof                     |                                                                                      | 094 36505          | Baudenkmal     | Bauernhof                     |
| Deichstraße 13 (Karte)      | Bauernhof                     |                                                                                      | 094 36506          | Baudenkmal     | Bauernhof                     |
| Eichfeld 1 (Karte)          | Bauernhaus                    |                                                                                      | 094 36515          | Baudenkmal     | BW                            |
| Gemeindeplatz (Karte)       | Schmiede                      |                                                                                      | 094 36497          | Baudenkmal     | Schmiede                      |
| Gemeindeplatz 4 (Karte)     | Bauernhof                     |                                                                                      | 094 36498          | Baudenkmal     | Weitere Bilder                |
| Kesselstraße 1 (Karte)      | Bauernhaus                    |                                                                                      | 094 36512          | Baudenkmal     | Bauernhaus                    |
| Kirchstraße (Karte)         | Kirche St. Nikolaus           | spätromanische Backsteinkirche, errichtet ab der zweiten Hälfte des 12. Jahrhunderts | 094 36486          | Baudenkmal     | Weitere Bilder                |
| Klein Beuster (Karte)       | Kirche St. Marien             |                                                                                      | 094 36500          | Baudenkmal     | Weitere Bilder                |
| Klein Beuster 1 (Karte)     | Wohnhaus                      |                                                                                      | 094 36501          | Baudenkmal     | Wohnhaus                      |
| Klein Beuster 2 (Karte)     | Pfarrhaus                     |                                                                                      | 094 36502          | Baudenkmal     | Pfarrhaus                     |
| Klein Beuster 2a (Karte)    | Schule                        |                                                                                      | 094 36503          | Baudenkmal     | Schule                        |
| Ostorferstraße 3 (Karte)    | Bauernhaus                    |                                                                                      | 094 36507          | Baudenkmal     | Bauernhaus                    |
| Schulhof 1 (Karte)          | Bauernhaus                    |                                                                                      | 094 36513          | Baudenkmal     | BW                            |
| Schulhof 5 (Karte)          | Pfarrhaus Groß Beuster        | Pfarrhof, Fachwerkhaus aus dem Jahr 1721                                             | 094 36514          | Baudenkmal     | Pfarrhaus Groß Beuster        |
| Wehlstraße 5 (Karte)        | Bauernhaus                    |                                                                                      | 094 36510          | Baudenkmal     | Bauernhaus                    |
| Wehlstraße 6 (Karte)        | Bauernhaus                    |                                                                                      | 094 36511          | Baudenkmal     | Bauernhaus                    |
| Worth 1 (Karte)             | Scheune                       |                                                                                      | 094 36499          | Baudenkmal     | BW                            |

### Geestgottberg
| Lage                           | Bezeichnung | Beschreibung               | Erfassungs- nummer | Ausweisungsart | Bild       |
| ------------------------------ | ----------- | -------------------------- | ------------------ | -------------- | ---------- |
| Geestgottberger Polder (Karte) | Pumpenhaus  | Geestgottberger Schöpfwerk | 094 36638          | Baudenkmal     | BW         |
| Dorfstraße 4 Eickhof (Karte)   | Gutshaus    | Eickhof                    | 094 36478          | Baudenkmal     | Gutshaus   |
| Schulstraße 24 (Karte)         | Bauernhaus  |                            | 094 36540          | Baudenkmal     | Bauernhaus |

### Klein Holzhausen
| Lage                                | Bezeichnung | Beschreibung | Erfassungs- nummer | Ausweisungsart | Bild |
| ----------------------------------- | ----------- | ------------ | ------------------ | -------------- | ---- |
| Kleinholzhausener Straße 14 (Karte) | Bauernhaus  |              | 094 50263          | Baudenkmal     | BW   |
| Kleinholzhausener Straße 18 (Karte) | Gutshof     | Hof zur Hufe | 094 50264          | Baudenkmal     | BW   |

### Losenrade
| Lage                             | Bezeichnung | Beschreibung                                                                      | Erfassungs- nummer | Ausweisungsart | Bild      |
| -------------------------------- | ----------- | --------------------------------------------------------------------------------- | ------------------ | -------------- | --------- |
| Dorfstraße Eickerhöfe (Karte)    | Kirche      | Schlichter, unverputzter Fachwerkbau aus dem Jahr 1708. In Verfall, akut bedroht. | 094 36442          | Baudenkmal     | Kirche    |
| Dorfstraße 16 Eickerhöfe (Karte) | Rittergut   | Eickerhöfe                                                                        | 094 36446          | Baudenkmal     | Rittergut |

### Oberkamps
| Lage                | Bezeichnung      | Beschreibung | Erfassungs- nummer | Ausweisungsart | Bild |
| ------------------- | ---------------- | ------------ | ------------------ | -------------- | ---- |
| Am Deich 11 (Karte) | Gutsarbeiterhaus |              | 094 36516          | Baudenkmal     | BW   |

### Ostorf
| Lage                          | Bezeichnung | Beschreibung | Erfassungs- nummer | Ausweisungsart | Bild       |
| ----------------------------- | ----------- | ------------ | ------------------ | -------------- | ---------- |
| Ostorfer Chaussee 3-7 (Karte) | Bauernhaus  |              | 094 36517          | Baudenkmal     | Bauernhaus |
| Ostorfer Chaussee 8 (Karte)   | Bauernhaus  |              | 094 36518          | Baudenkmal     | BW         |

### Scharpenlohe
| Lage                  | Bezeichnung | Beschreibung | Erfassungs- nummer | Ausweisungsart | Bild |
| --------------------- | ----------- | ------------ | ------------------ | -------------- | ---- |
| An der Elbe 2 (Karte) | Bauernhof   |              | 094 36520          | Baudenkmal     | BW   |
| An der Elbe 3 (Karte) | Bauernhaus  |              | 094 36519          | Baudenkmal     | BW   |

### Schönberg
| Lage                     | Bezeichnung                   | Beschreibung                             | Erfassungs- nummer | Ausweisungsart | Bild           |
| ------------------------ | ----------------------------- | ---------------------------------------- | ------------------ | -------------- | -------------- |
| Dammstraße (Karte)       | Kirche                        |                                          | 094 36463          | Baudenkmal     | Weitere Bilder |
| Dammstraße 2 (Karte)     | Gasthof                       |                                          | 094 36539          | Baudenkmal     | BW             |
| Dammstraße 12 (Karte)    | Bauernhaus                    |                                          | 094 36538          | Baudenkmal     | Bauernhaus     |
| Seehäuser Straße (Karte) | KoordinatenWische-Gedenkstein | Gedenkstein 2020 als Denkmal eingetragen | 107 35036          | Kleindenkmal   | BW             |

### Wegenitz
| Lage                                             | Bezeichnung       | Beschreibung | Erfassungs- nummer | Ausweisungsart | Bild              |
| ------------------------------------------------ | ----------------- | --- | ------------------ | -------------- | ----------------- |
| Seehäuser Straße / Ecke Dorfstraße Esack (Karte) | Straße der Jugend | Straße 2020 als Denkmal eingetragen Die Inschrift im Pflaster mit dem Schriftzug „Straße der Jugend“, der Jahreszahl 1959 und einem Symbol der Freien Deutschen Jugend wurde zu DDR-Zeiten errichtet und soll an das Jugendobjekt erinnern, in dem das Feuchtgebiet Wische nutztbar gemacht wurde. Um 2020 wurde der Straßenbelag erneuert, dabei wurde die Inschrift in leicht veränderter Form, ca. 20 m nördlich wieder neu in die Fahrbahn eingelassen. In dieser MDR-Doku aus 2014 über "Ulbrichts Wische" ist ab 16min 23sec.im Luftbild das ursprüngliche Original des Schriftzuges zu sehen. https://www.youtube.com/watch?v=AaBcuLVXE8M&t=983 | 107 35037          | Baudenkmal     | Straße der Jugend |
| Seehäuser Straße 1 (Karte)                       | Wohnhaus          | | 094 36528          | Baudenkmal     | BW                |

## Ehemalige Denkmale
Die nachfolgenden Objekte waren ursprünglich ebenfalls denkmalgeschützt oder wurden in der Literatur als Kulturdenkmale geführt. Die Denkmale bestehen heute jedoch nicht mehr, ihre Unterschutzstellung wurde aufgehoben oder sie werden nicht mehr als Denkmale betrachtet.

### Hansestadt Seehausen (Altmark)
| Lage               | Bezeichnung | Beschreibung                                                                                           | Erfassungs- nummer | Ausweisungsart | Bild |
| ------------------ | ----------- | --- | ------------------ | -------------- | ---- |
| Am Markt 7 (Karte) | Wohnhaus    | Nach einem genehmigten Abbruch wurde das Wohnhaus im Jahr 2018 aus dem Denkmalverzeichnis ausgetragen. | 094 97408          | Baudenkmal     | BW   |

## Legende
In den Spalten befinden sich folgende Informationen:
- Lage: Nennt den Straßennamen und wenn vorhanden die Hausnummer des Kulturdenkmals. Die Grundsortierung der Liste erfolgt nach dieser Adresse. Der Link „Karte“ führt zu verschiedenen Kartendarstellungen und nennt die geographischen Koordinaten.
Link zu einem Kartenansichtstool, um Koordinaten zu setzen. In der Kartenansicht sind Baudenkmale ohne Koordinaten mit einem roten bzw. orangen Marker dargestellt und können in der Karte gesetzt werden. Baudenkmale ohne Bild sind mit einem blauen bzw. roten Marker gekennzeichnet, Baudenkmale mit Bild mit einem grünen bzw. orangen Marker.
- Offizielle Bezeichnung: Nennt den Namen, die Bezeichnung oder zumindest die Art des Kulturdenkmals und verlinkt, soweit vorhanden, auf den Artikel zum Objekt.
- Beschreibung: Nennt bauliche und geschichtliche Einzelheiten des Kulturdenkmals, vorzugsweise die Denkmaleigenschaften.
- Erfassungsnummer: Für jedes Kulturdenkmal wird in Sachsen-Anhalt eine 20stellige Erfassungsnummer vergeben. Die letzten zwölf Ziffern werden für die Untergliederung nach Teilobjekten genutzt und werden nur angegeben, soweit vergeben. In dieser Spalte kann sich folgendes Icon  befinden, dies führt zu Angaben zu diesem Baudenkmal bei Wikidata.
- Ausweisungsart: Die Einordnung des Denkmales nach § 2 Abs. 2 DenkmSchG LSA
- Bild: Ein Bild des Denkmales, und gegebenenfalls einen Link zu weiteren Fotos des Kulturdenkmals im Medienarchiv Wikimedia Commons. Wenn man auf das Kamerasymbol klickt, können Fotos zu Kulturdenkmalen aus dieser Liste hochgeladen werden: